# Rebaste (Elva)
Rebaste – wieś w Estonii, w prowincji Valga, w gminie Elva. W 2021 roku miała 74 mieszkańców.